# Prospettiva Nevskij
(Nikolaj Vasil'evič Gogol', Il corso Neva, in Racconti di Pietroburgo, traduzione di Leone Pacini Savoj.)
La prospettiva Nevskij o Corso Neva (in russo Невский проспект?, Nevskij prospekt, [ˈnʲefskʲɪj prʌsˈpʲekt]) è la strada principale che attraversa la città di San Pietroburgo.

## Descrizione

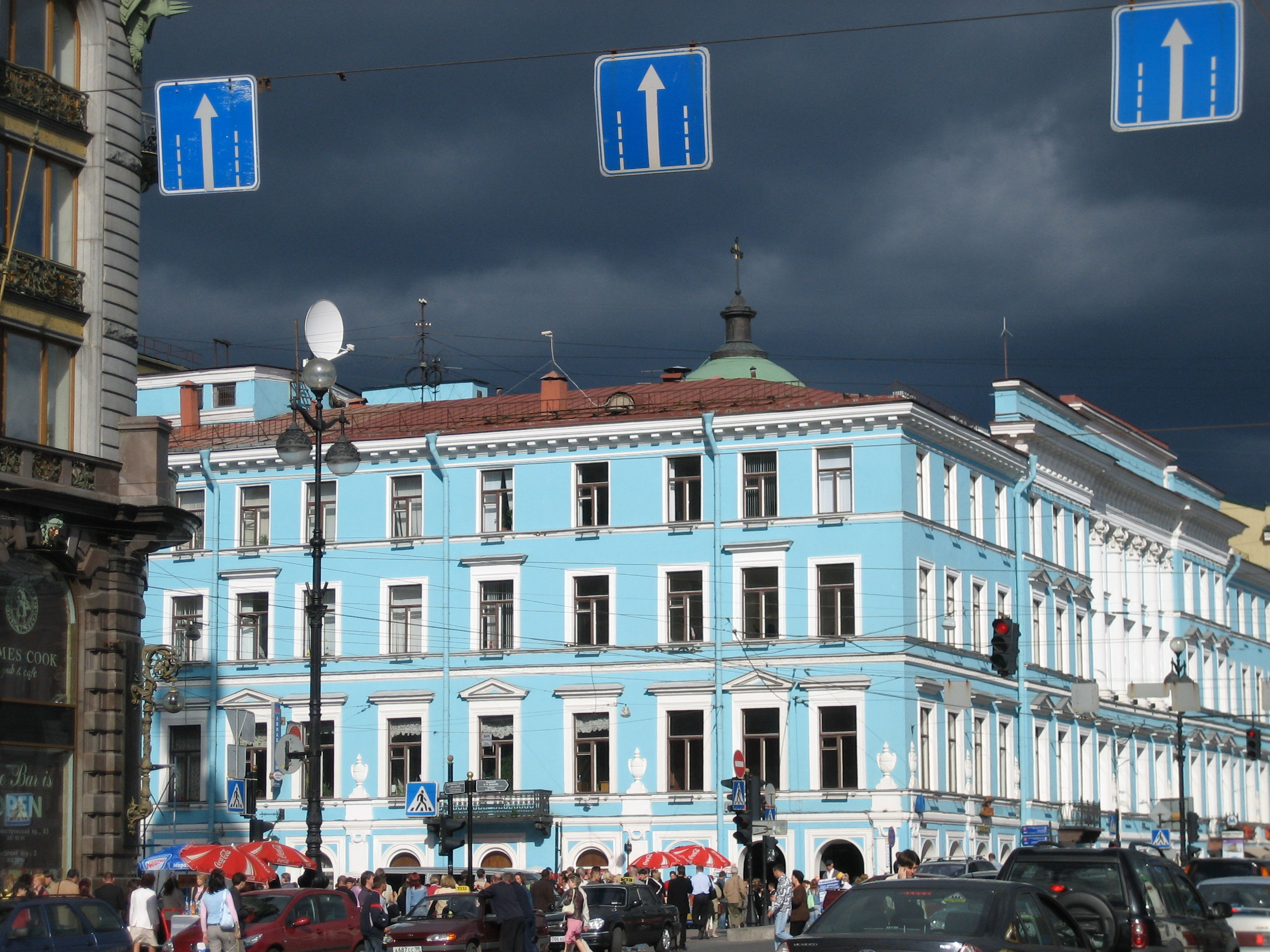
Immagine della Prospettiva Nevskij, San Pietroburgo

Partendo dalla piazza del Palazzo, dove si affacciano il palazzo d'Inverno, lo Stato maggiore e l'Ammiragliato, sulle rive del fiume Neva, da cui prende il nome, la strada incrocia prima la Mojka, il canale Griboedov all'altezza della cattedrale di Kazan', più a sud la Fontanka, per terminare nuovamente lungo le rive della Neva.

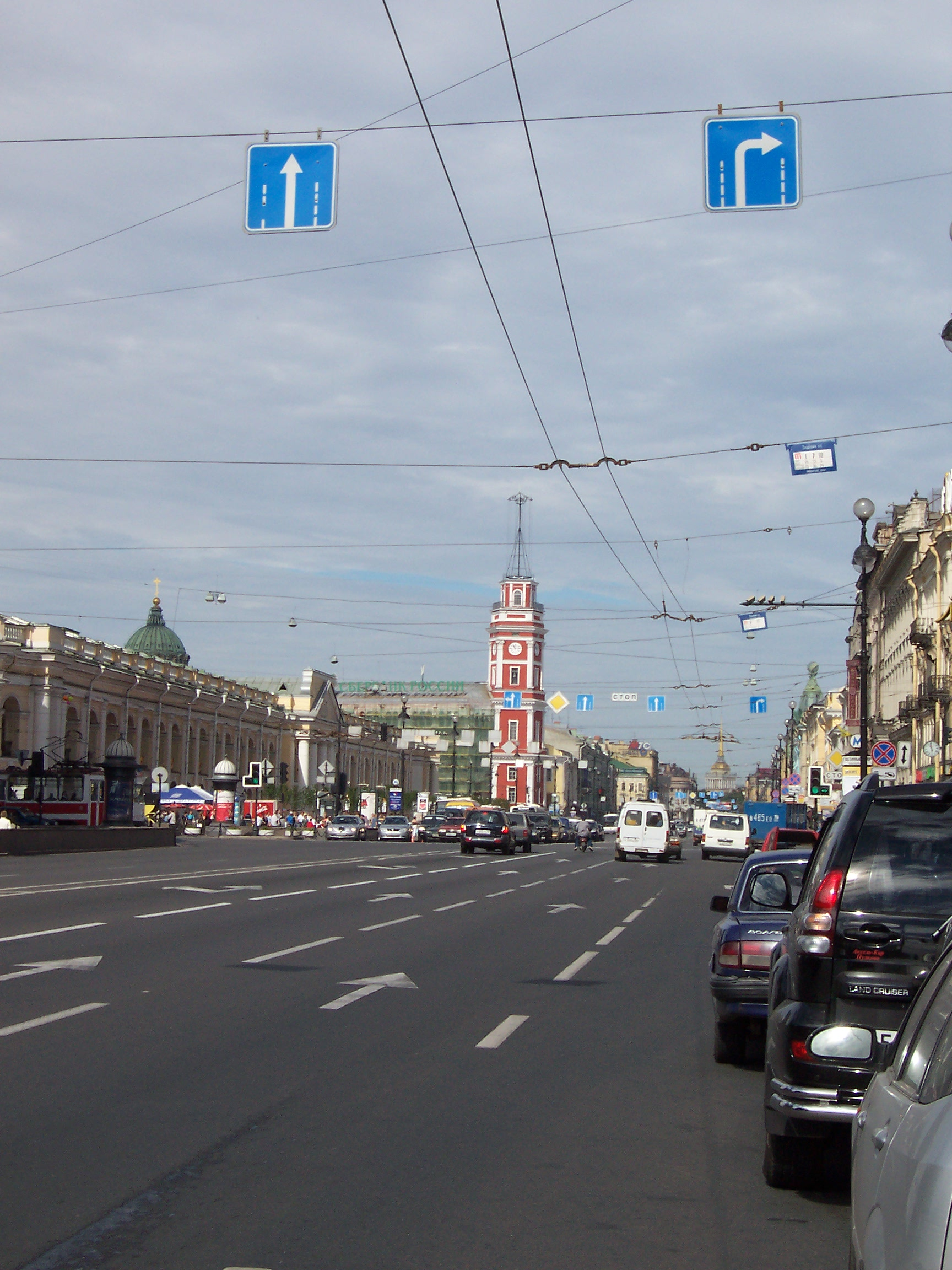
La prospettiva Nevskij all'incrocio con la via Sadovaja, in russo улица Садовая; sulla sinistra il Gostinyj dvor.

Sul ponte Aničkov che sovrasta il fiume Fontanka, vi sono quattro gruppi equestri in bronzo scolpiti per volontà dello zar Nicola I dallo scultore Pëtr Klodt von Jurgensburg (1805-1867). Nel 1841 le prime due composizioni, poco dopo l'inaugurazione, furono asportate e donate dallo zar al re di Prussia Federico Guglielmo IV. Sostituite da due calchi in gesso (che, nell'ottobre del 1843, comparvero fusi nel bronzo), le restanti due composizioni furono, nell'aprile del 1846, rimosse anch'esse per essere regalate a Ferdinando II di Borbone, in occasione della visita di Nicola I a Napoli, dove, note come i Palafrenieri, è possibile vederle anche ai nostri giorni, come pure le precedenti site a Berlino.
Sul ponte furono alloggiati ennesimi calchi in gesso, al che Klodt decise di realizzare quattro nuovi gruppi scultorei, a comporre una scena intitolata Il cavallo domato dall'uomo, e che rappresentano per l'appunto le fasi in cui il palafreniere ammansisce il destriero. I gruppi furono completati nel 1851 e sono quelli che ancora oggi svettano ai quattro cantoni del ponte Aničkov.
All'angolo con la Fontanka si trova il palazzo Aničkov, poi il viale prosegue per giungere alla piazza Vosstanija, sulla quale si affaccia la stazione ferroviaria con al centro l'obelisco alla città-eroina di Leningrado eretto per celebrare la fine dell'assedio della città e della grande guerra patriottica. Dopo aver leggermente curvato, inizia il tratto conosciuto come Staro-Nevskij che porta al monastero di Aleksandr Nevskij, per una lunghezza totale di circa 4,5 km.

## Storia
Venne richiesta da Pietro il Grande come l'inizio della strada che avrebbe collegato la città a Velikij Novgorod dapprima e quindi a Mosca. Sull'imitazione degli Champs-Élysées di Parigi venne subito progettata con una larghezza di varie corsie, pur non raggiungendone la magnificenza. La strada che attraversa anche alcuni dei canali della città, venne presto contornata da palazzi come la Biblioteca nazionale russa, il Caffè letterario o il palazzo Stroganov e chiese di svariate confessioni, fra cui la chiesa armena di Santa Caterina.
La strada si chiamava Grande viale al principio (Bolšaja Perspektiva) ma poi l'imperatrice Anna il 20 aprile 1738 decise di continuare i lavori per unire il monastero di Aleksandr Nevskij al palazzo dell'Ammiragliato e di chiamarlo corso Neva (Nevskij prospekt).
Su questa strada venne messa in funzione la prima linea urbana di tram nel 1863. Durante i primi anni dopo la Rivoluzione d'ottobre venne chiamata anche Strada del 25 ottobre.

## Letteratura e cultura di massa

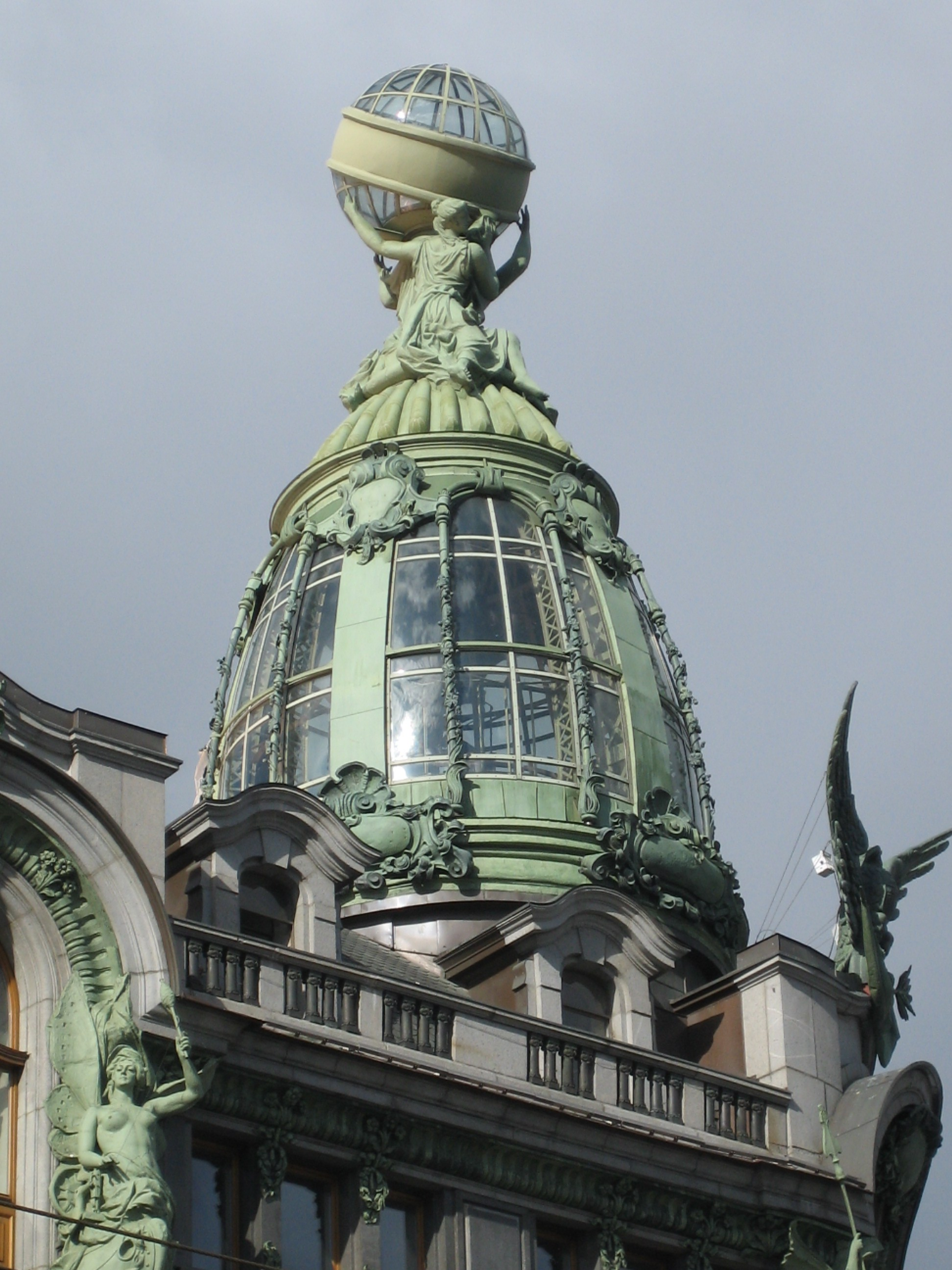
Architettura nella Prospettiva Nevskij

La letteratura ha spesso citato la prospettiva Nevskij e lo scrittore Nikolaj Gogol' le ha dedicato il racconto La Prospettiva Nevskij (o Corso Neva) nei Racconti di Pietroburgo. 
Lungo la prospettiva si svolge la scena del funzionario Karénin che si avvia ad incontrare la moglie Anna morente: "Con una sensazione di stanchezza e di sporcizia... nella nebbia mattutina di Pietroburgo Alekséj Aleksàndrovic andava in carrozza lungo la prospettiva Névskij deserta, e guardava avanti senza pensare a quello che lo aspettava." Da Anna Karénina di Lev Tolstoj, parte iv, sec. 17.
Il cantautore siciliano Franco Battiato ha incluso nel suo album Patriots (1980) la canzone Prospettiva Nevski, reinterpretata poi anche da Alice e dai Bluvertigo.